# Riigikogu
Der Riigikogu (direkt übersetzt: Staatsversammlung oder auch Staatsrat) ist das Parlament Estlands. In Estland besteht ein Einkammersystem.

## Allgemeines
Der Riigikogu tagt in der estnischen Hauptstadt Tallinn. Laut dem estnischen Grundgesetz hat der Riigikogu 101 Mitglieder, die jeweils auf vier Jahre gewählt sind. Stimmberechtigt sind estnische Staatsbürger, die am Wahltag 18 Jahre alt sind und die nicht wegen einer gerichtlichen Verurteilung in Haft sitzen. Kandidieren dürfen estnische Staatsbürger, die spätestens am letzten Tag der Aufstellung der Kandidatur das 21. Lebensjahr vollendet haben.
Es gilt die Fünf-Prozent-Hürde. Bei der Wahl wählt man jedoch nicht Parteien, sondern Personen, die nummeriert in der Kandidatenliste unter der Benennung der Partei aufgezählt sind. Die, die ein Direktmandat bekommen haben, d. h. mindestens 1/101 der gültigen Stimmen, ziehen ohne Beachtung der Fünf-Prozent-Hürde in den Riigikogu ein. Bekommt keiner der Kandidaten einer Partei 1/101 der abgegebenen Stimmen, die Partei selbst insgesamt jedoch fünf Prozent oder mehr, so kommen anteilsmäßig so viele Mitglieder der Partei in den Riigikogu, wie diese nach Prozenten der abgegebenen Stimmen Sitze gewonnen hat. Dabei ziehen dann von dieser Partei diejenigen Kandidaten ein, die am meisten Stimmen bekommen haben.
Geht ein Mitglied des Riigikogu in die Regierung oder in ein anderes Amt, muss es vorübergehend auf seinen Sitz verzichten, und an seine Stelle rückt der Kandidat mit den nächstmeisten Stimmen innerhalb der Partei nach.

## Zusammensetzung

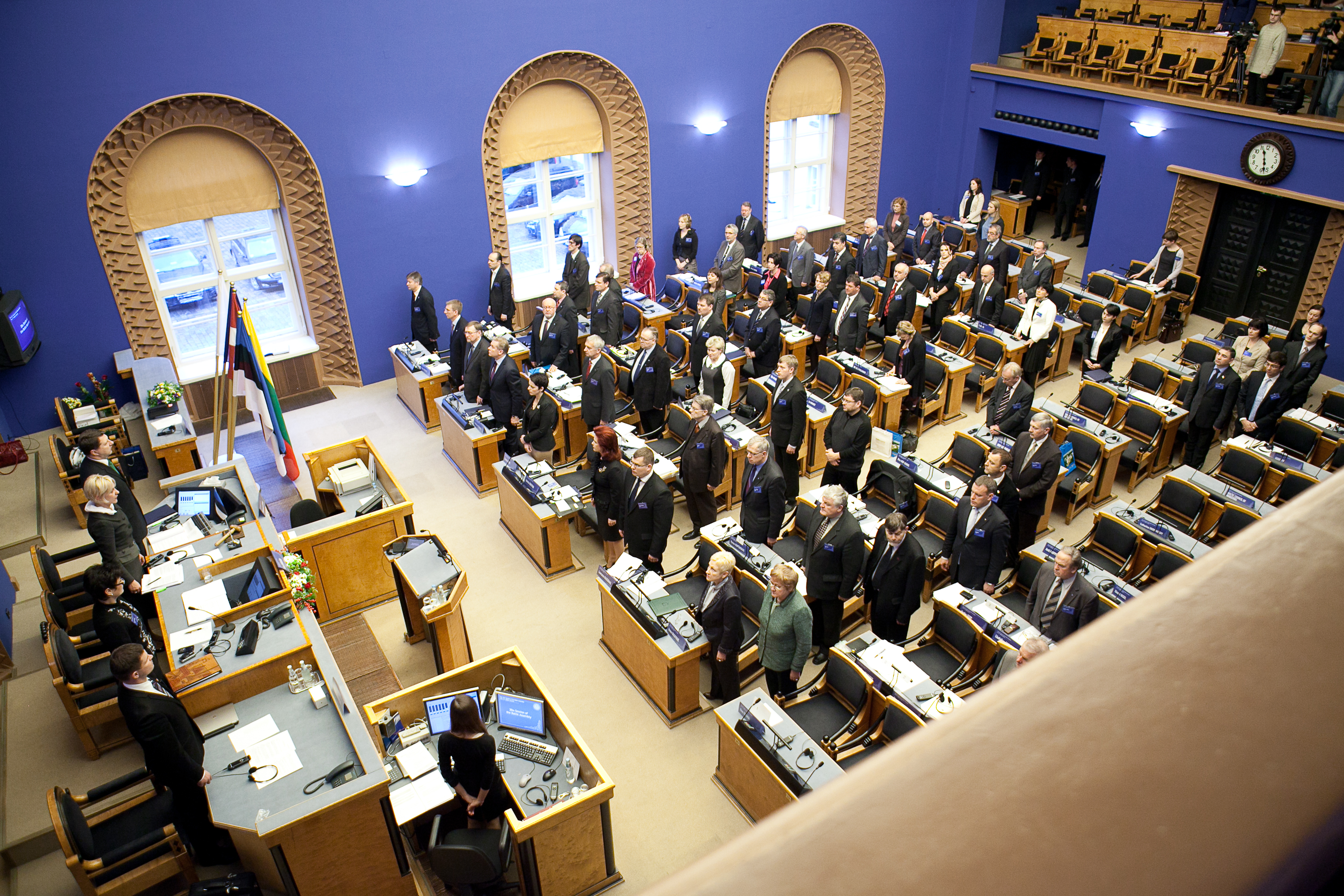
Der Sitzungssaal

Das zuletzt am 5. März 2023 gewählte Parlament setzt sich aktuell wie folgt zusammen:
| Fraktion | Fraktion | Ausrichtung | Fraktionsvorsitz | Sitze |
| -------- | --- | --- | --- | ----- |
|          | Eesti Reformierakond (RE) Estnische Reformpartei | klassisch liberal | Õnne Pillak | 37    |
|          | Eesti 200 (E200) Estland 200 | liberal | Toomas Uibo | 13    |
|          | Eesti Konservatiivne Rahvaerakond (EKRE) Estnische Konservative Volkspartei | rechtspopulistisch | Martin Helme | 11    |
|          | Sotsiaaldemokraatlik Erakond (SDE) Sozialdemokratische Partei | sozialdemokratisch | Lauri Läänemets | 9     |
|          | Isamaa (I) Vaterland | konservativ | Helir-Valdor Seeder | 8     |
|          | Eesti Keskerakond (K) Estnische Zentrumspartei | linksliberal | Lauri Laats | 7     |
|          | Jaanus Karilaid, Tõnis Mölder, Kalle Grüthal, Maria Jufereva-Skuratovski, Tanel Kiik, Ester Karuse, Jaak Aab, Kersti Sarapuu, Andre Hanimägi, Enn Eesmaa, Züleyxa Izmailova, Ants Frosch, Leo Kunnas, Alar Laneman, Henn Põlluaas und Jaak Valge fraktionslos | Jaanus Karilaid, Tõnis Mölder, Kalle Grüthal, Maria Jufereva-Skuratovski, Tanel Kiik, Ester Karuse, Jaak Aab, Kersti Sarapuu, Andre Hanimägi, Enn Eesmaa, Züleyxa Izmailova, Ants Frosch, Leo Kunnas, Alar Laneman, Henn Põlluaas und Jaak Valge fraktionslos | Jaanus Karilaid, Tõnis Mölder, Kalle Grüthal, Maria Jufereva-Skuratovski, Tanel Kiik, Ester Karuse, Jaak Aab, Kersti Sarapuu, Andre Hanimägi, Enn Eesmaa, Züleyxa Izmailova, Ants Frosch, Leo Kunnas, Alar Laneman, Henn Põlluaas und Jaak Valge fraktionslos | 16    |
| Gesamt   | Gesamt | Gesamt | Gesamt | 101   |

## Parlamentspräsidenten seit 1992
|   | Name          | Amtszeit                           |
| - | ------------- | ---------------------------------- |
| 1 | Ülo Nugis     | 21. Oktober 1992 bis 21. März 1995 |
| 2 | Toomas Savi   | 21. März 1995 bis 31. März 2003    |
| 3 | Ene Ergma     | 31. März 2003 bis 23. März 2006    |
| 4 | Toomas Varek  | 23. März 2006 bis 2. April 2007    |
| 5 | Ene Ergma     | 2. April 2007 bis 20. März 2014    |
| 6 | Eiki Nestor   | 20. März 2014 bis 4. April 2019    |
| 7 | Henn Põlluaas | 4. April 2019 bis 18. März 2021    |
| 8 | Jüri Ratas    | 18. März 2021 bis 10. April 2023   |
| 9 | Lauri Hussar  | seit 10. April 2023                |